# Cordillera de la Totora
Cordillera de la Totora är en bergskedja i Argentina.   Den ligger i provinsen San Juan, i den nordvästra delen av landet, 1 200 km väster om huvudstaden Buenos Aires.
Trakten runt Cordillera de la Totora är ofruktbar med lite eller ingen växtlighet. Trakten runt Cordillera de la Totora är nära nog obefolkad, med mindre än två invånare per kvadratkilometer.